# A négy muskétás, avagy majd mi megmutatjuk, bíboros úr!
A négy muskétás, avagy majd mi megmutatjuk, bíboros úr! 1974-ben készült színes, francia filmvígjáték. Eredeti címe: Les Charlots en folie – À Nous Quatre, Cardinal! A produkció Id. Alexandre Dumas A három testőr című 1844-ben megjelent kalandregényének szabad feldolgozása, amely a négy szolga (Planchet, Grimaud, Mousqueton és Bazin) szemszögén át mutatja be a legendás hősök kalandjait. A főszerepeket a Les Charlots zenés-komikus együttes tagjai (Gérard Rinaldi, Gérard Filippelli, Jean Sarrus, Jean-Guy Fechner) játszották. A film előzménye: A négy muskétás, avagy a lepel lehull.

## A cselekmény
|  | Alább a cselekmény részletei következnek! |

A szolgákkal angol nyelven közlik halálos ítéletüket (Gérard Filippelli, Jean Sarrus, Jean-Guy Fechner, Gérard Rinaldi)

Planchet, Grimaud és Bazin alaposan túljártak a király, a bíboros és Joseph atya eszén, és sikerült megszöktetniük a Bastille-ból barátjukat, Mousquetont, és gazdáikat, a legendás 4 testőrt, d’Artagnant, Athost, Porthost és Aramist. Egy kis kunyhóban rejtőztek el, ahol Constance is menedéket talált. Mindenki képességeinek megfelelő munkával járult hozzá az erdei idillhez, miközben Constance és d’Artagnan románca kezdett kiteljesedni. Ezalatt a Louvre-ban Bazin és Mousqueton odaadóan szolgálták a királynét, természetesen nőnek öltözve. A fenséges asszony nehéz helyzetbe került, mikor a király azzal a kéréssel állt elő, hogy a hamarosan megrendezendő bálon a királyné a gyönyörű nyakékével jelenjen meg. Az ékszert azonban Buckingham herceg magával vitte Londonba szerelmi zálogként. Nincs más megoldás, mint visszahozni a nyakéket Angliából. A királyné a hódolójának írt levélben azt kérte, hogy a férfi adja át az ékszert az ezzel az üzenettel érkező testőröknek. Igenám, de a bíboros kémnője, a szépséges Milady is útra kelt Angliába, hogy egy hamis levél segítségével megszerezze a nyakéket. A calais-i kikötő fogadójában egy tipikusan női trükkel sikerült egy időre kivonnia a forgalomból a testőröket, és elsőként lépett brit földre.

A király és a királyné (Daniel Ceccaldi és Catherine Jourdan)

Közben Calais-ben a szolgák bosszankodva tapasztalták, hogy a Milady ágya alól előkerült majdnem teljesen meztelen, elkábított gazdáikba képtelenség életet verni. Nem volt mit tenni, magukra öltötték a testőrök ruháit, és helyettük ők keltek át Angliába. A Milady azonban megelőzte őket, a szolgák pedig hiába próbálták megmagyarázni a helyzetet. Buckingham a Towerbe küldte őket, és elrendelte a kivégzésüket. A nyakéket viszont a Miladynek se tudta rögtön átadni, mivel titkos szekrénykéjének kulcsát az inasa őrizte, aki víkendre ment. A Miladyvel közösen elköltött vacsora közben a nosztalgiázó herceg felidézte legutóbbi párizsi utazásának emlékeit. Alkoholtól elbódult fejében lassan mégis összeállt a kép: a 4 álruhás szolga tényleg igazat mondott, és a Milady hazudik. Buckingham az utolsó pillanatban érkezett, hogy megakadályozza a szolgák felakasztását. Egy dobozban át is adja nekik a gyémánt nyakéket. A visszafelé vezető úton a hajó viharba került, ami lehetőséget adott a Miladynek arra, hogy fondorlatos csellel kicserélje a nyakékes ládikát rejtő csomagot egy másik dobozra. Calais-ben a szolgák a jól végzett munka örömével adták át gazdáiknak a dobozt, ám az üres volt. A testőrök szerencsére észrevették Rochefort grófot és gárdistáit. Tudták, hogy őket kell üldözőbe venni, ha vissza akarják szerezni az ékszert. A szokásos csetepaték után sikerrel is jártak, ám mire Párizsba értek, a bál már megkezdődött, a királyné pedig a gyémánt nyakék nélkül indult el a bálterembe…

## Érdekességek
- A La Ballade de Constance című betétdalt Josephine Chaplin és a Les Charlots közösen énekelte.
- A Szovjetunióban a filmet 75 percesre rövidítve mutatták be.

## Magyar kritikai visszhang
„A történet éppen hogy csak nagy vonalakban követi nyomon a regényt, s ez érthető: az új főszereplőknek más a működési terepük, az eseményekhez ők valahonnan a háttérből, olykor teljesen fonák helyzetből közelítenek. Érvényesülésüknek legfontosabb előfeltétele, hogy gazdáik csaknem reménytelen helyzetekbe kerüljenek. Nos, ez a sok ellenség, köztük a Bíboros és a Milady intrikái folytán gyakran bekövetkezik. És ekkor lépnek akcióba a szolgák. Méghozzá cseppet sem hagyományos fegyverekkel, hanem mindazzal a holmival, ami a kezükbe akad.”

(Sas György kritikája. Film Színház Muzsika 1975/24, 1975. június 14., 8. oldal)

## Szereposztás
| Szerep                                 | Színész           | Magyar hangja (1. szinkron, 1977) | Magyar hangja (2. szinkron) | Magyar hangja (3. szinkron)  |
| -------------------------------------- | ----------------- | --------------------------------- | --------------------------- | ---------------------------- |
| Planchet                               | Gérard Rinaldi    | N/A                               | N/A                         | Pusztaszeri Kornél           |
| Mousqueton                             | Gérard Filippelli | N/A                               | N/A                         | Schnell Ádám                 |
| Bazin                                  | Jean Sarrus       | N/A                               | N/A                         | Crespo Rodrigo               |
| Grimaud                                | Jean-Guy Fechner  | N/A                               | N/A                         | Czvetkó Sándor               |
| D’Artagnan                             | Jean Valmont      | N/A                               | N/A                         | Csernák János                |
| Athos                                  | Yvan Tanguy       | N/A                               | N/A                         | Juhász György                |
| Porthos                                | Gib Grossac       | N/A                               | N/A                         | Kerekes József               |
| Aramis                                 | Georges Mansart   | N/A                               | N/A                         | Dózsa Zoltán                 |
| Richelieu bíboros / Buckingham hercege | Bernard Haller    | N/A                               | N/A                         | Rosta Sándor / Mihályi Győző |
| XIII. Lajos király                     | Daniel Ceccaldi   | N/A                               | N/A                         | Haás Vander Péter            |
| Anna királyné                          | Catherine Jourdan | N/A                               | N/A                         | Györgyi Anna                 |
| Milady de Winter                       | Karin Petersen    | N/A                               | N/A                         | Náray Erika                  |
| Constance Bonacieux                    | Josephine Chaplin | N/A                               | N/A                         | Rudolf Teréz                 |
| Rochefort gróf                         | Jacques Seiler    | N/A                               | N/A                         | Szombathy Gyula              |
| Joseph atya                            | Paul Préboist     | Körmendi János                    | N/A                         | Balázs Péter                 |

További magyar hangok
- 1. szinkron: Csikos Gábor, Gelley Kornél, Gera Zoltán, Horváth Gyula, Inke László, Kaló Flórián, Kern András, Kútvölgyi Erzsébet, Oszter Sándor, Sáfár Anikó, Szakácsi Sándor, Szatmári István, Szersén Gyula, Sztankay István
- 2. szinkron: Andorai Péter, Czvetkó Sándor, Détár Enikő, Galambos Péter, Háda János, Józsa Imre, Kenderesi Tibor, Stohl András, Szabó Sipos Barnabás, Széles László, Takács Kati
- 3. szinkron: Várkonyi András